# Hermann Scherchen
Hermann Scherchen (n. 21 iunie 1891, Berlin, Imperiul German – d. 12 iunie 1966, Florența, Italia) a fost un dirijor german.
S-a dedicat artei dirijorale de la vârsta de 18 ani, dobândind o faimă interanțională. În 1933 a părăsit Germania. Artist profund, autor a două tratate de artă dirijorală, Scherchen a militat pentru o artă interpretativă creatoare, pentru propagarea muzicii contemporane și pentru o activitate știițifică susținută.

## Viața
După lecții de vioară timpurii în copilărie, Scherchen a studiat la Berlin Musikhochschule. În 1907, el a început cariera muzicală ca un violist în „ Bluthner Orchestra “, predecesorul Symphony Orchestra din Berlin (acum Konzerthaus Berlin Orchestra ), și ca un asistent cu Filarmonica din Berlin și în Kroll Opera . Manevra pentru ultima sa profesie de dirijor, a învățat în principal ca un auto-predat .
În anii 1910 au căzut două evenimente formative. Crucial pentru dezvoltarea sa profesională și artistică în 1911 întâlnirea cu Arnold Schoenberg , cu care el pentru premiera Pierrot Lunaire colaborat (1912) ca un conductor, pe care a realizat în anul următor în turneu. În 1914 a fost angajat în Jūrmala ca dirijor al Orchestrei Simfonice din Riga. După începutul primului război mondial , în Letonia a fost internat ca un străin inamic de ruși, unde a câștigat mai multă experiență ca dirijor, violistul și profesor și , de asemenea , compoziția de muzică de cameră. Ca prizonier de război într-o tabără din Ural, în 1917 , a fost martor la Revoluția din octombrie a Rusiei .
În 1918 a tradus cântecul muncitorilor Brüder, la soare, la libertatea de rusă în germană. Impresionat de avangarda muzicală a Rusiei, sa întors la Berlin. A fondat un cvartet de coarde ("Cvartetul Scherchen"), revista de muzică pentru muzica contemporană Melos și Societatea de Muzică Nouă din Berlin. În plus, a început să predea la Hochschule für Musik Berlin și a devenit directorul a două coruri muncitorești . În anii următori a condus la Leipzig (1920-1921) "Orchestra Asociației de Concerte" și la Frankfurt am Main (1922-1924) ca succesor al lui Wilhelm Furtwängler . El a fost director al concertelor muzeului din Frankfurt Society Museum și a lucrat în Winterthur (1922-1950), ca director muzical general , în Königsberg (1928-1931) și a fost alături de 1933 director muzical al postului de radio local. În Winterthur a făcut ca dirijor al patron Werner Reinhart sponsorizat Stadtorchester Winterthur (azi Musikkollegium Winterthur ) cunoscut în toată Europa.
Din 1923 Scherchen a devenit implicat în Societatea Internațională pentru Muzică Nouă (IGNM). În acest mediu a întâlnit și Karl Amadeus Hartmann , al cărui mentor a devenit. În 1926, Scherchen a efectuat pentru prima dată la Musiktage Donaueschinger . Scherchen nu a aparținut KPD ca membru, dar a rămas politic și a fost un mare prieten al Uniunii Sovietice. În 1933 a părăsit Germania din cauza respingerii sale de național-socialism . La Bruxelles, a fondat editorul de muzică Ars viva , care, pe lângă publicarea unor opere mai vechi necunoscute, în special distribuirea de scoruri și manuale contemporane, cum ar fi Karl Amadeus Hartmann și Vladimir Vogel, precum și revista "Musica viva", dar nu a existat mult timp. În 1937 sa mutat în Elveția.
După al doilea război mondial Scherchen a fost 1945-1950 director muzical la Radio Orchestra Zurich, care , la Radio Beromünster a fost redenumit, și dirijor principal al orchestrei de studio pentru difuzarea elvețiană. Din 1950 sa implicat în Cursul de Vară pentru muzică nouă din Darmstadt și a ajutat mulți premii de compozitori de avangardă ai timpului. În același an, a reînființat editorul de muzică Ars viva din Zurich. În 1951 a regizat premiera lui Paul Dessaus la Opera de Stat din Berlin . Interogarea lui Lucullus. Scherchen a fondat Gravesano în 1954, cu sprijinul UNESCOun studio de cercetare in domeniul electro-acustică (radio și tehnologie de înregistrare), [1] în cazul în care compozitori precum Vladimir Ussachevski , Luc Ferrari , François-Bernard Mache și în special Iannis Xenakis a lucrat. Rezultatele acestei cercetări au publicat Scherchen în foile Gravesaner . [2]
Din 1959 până în 1960 a fost și dirijor șef al Filarmonicii din nord - vestul Germaniei din Herford .
Scherchen a intrat în carieră ca nici un alt dirijor pentru muzică nouă . El a efectuat mai multe premiere, inclusiv lucrări de Arnold Schoenberg , Alban Berg , Anton Webern , Paul Hindemith , Ernst Krenek , Richard Strauss , Karl Amadeus Hartmann, Edgar Varèse , Luigi Nono , Luigi Dallapiccola , Paul Dessau , Boris Blacher , Hans Werner Henze , Alois Hába , Albert Roussel , Claude Ballif ,Karlheinz Stockhausen și Iannis Xenakis. În plus, el a fondat ansamblu dedicat interpretarea muzicii contemporane, și reviste, publicistul a încercat difuzarea lor.
Scherchen era cunoscut ca dirijor pentru interpretări neconvenționale. Astfel, o înregistrare există 5 -a Simfonia de Gustav Mahler , în care liniile semnificative Scherchen din scorul angajat (eventual , pentru a permite o emisiune radio de o oră). El, de asemenea, a fost printre primii care Beethoven a luat marcaje Metronome serios, care poate fi auzit pe unele dintre înregistrările sale.
Studenții săi au fost Karl Amadeus Hartmann , Ernest Bour , Bruno Maderna , Luigi Nono , Francis Travis și Harry Goldschmidt .
În timpul unui concert din Florența din 1966, a suferit un atac de cord și a murit câteva zile mai târziu. A fost îngropat în Gravesano, pe piatra de mormânt sunt notele inițiale ale artei lui Bach despre fugă .
Elias Canetti portretizează în cartea sa Das Augenspiel - Life Story 1931-1937 (1985) Scherchen - care nu era neprotejat ca personaj - în capitolul Dirijorul extrem de ascuțit.

## Familie
Hermann Scherchen a fost inițial căsătorit cu Auguste (Gustl) Maria Jansen; căsătorie vine fiul Karl Hermann Wolfgang (Wulff) , născut în 1920. 1927-1929 a fost căsătorit cu actrița Gerda Müller , a fost din nou împreună cu Gustl Jansen , înainte de 1936, compozitorul Xiao Shuxian (Hsiao Shu-hsien) de la Beijing căsătorit. În 1937 sa născut fiica ei Tona Scherchen. Aceasta sa întors în 1949 împreună cu mama ei în China. Mai târziu, și-a făcut un nume pentru compozitor, mai ales după ce sa mutat în Franța în 1972 . Ultima soție Scherchen trăia în Zurich profesor de matematică Pia Andronescu (Căsătoria 1954), cu care a avut cinci copii.
Sora Gustl Jansen a lui Helene (Lena) a fost cu Alexander Radó căsătorit, a mișcării de rezistență la nivel european Red Orchestra a aparținut și pentru un timp ascuns Scherchen în timpul evadarea lui în 1944 de la casa sa de la Geneva.

## Premii
- 1930 Doctor de onoare al filozofiei ( Universitatea Albertus Königsberg )
- Premiul criticii germane din 1957
- 1961 Medalie de argint a orașului Paris
- Postul de onoare al Societății Internaționale de Muzică Nouă din 1961

## Opere (în germană)
- Lehrbuch des Dirigierens (Manual pentru dirijori), Leipzig, 1929
- Vom Wesen der Musik (Esența muzicii), Winterthur, 1946
- Musik für Jedermann (Muzică pentru toți), Winterthur, 1950
- Alles hörbar machen: Briefe eines Dirigenten 1920 - 1939 (A face totul audibil: scrisori ale unui dirijor 1920 -1939), Berlin, 1976
- Aus meinem Leben (Din viața mea), Berlin 1984

Înregistrări discografice a mai multori sute de piese de la baroc până la muzică contemporană.